# Dödens ö

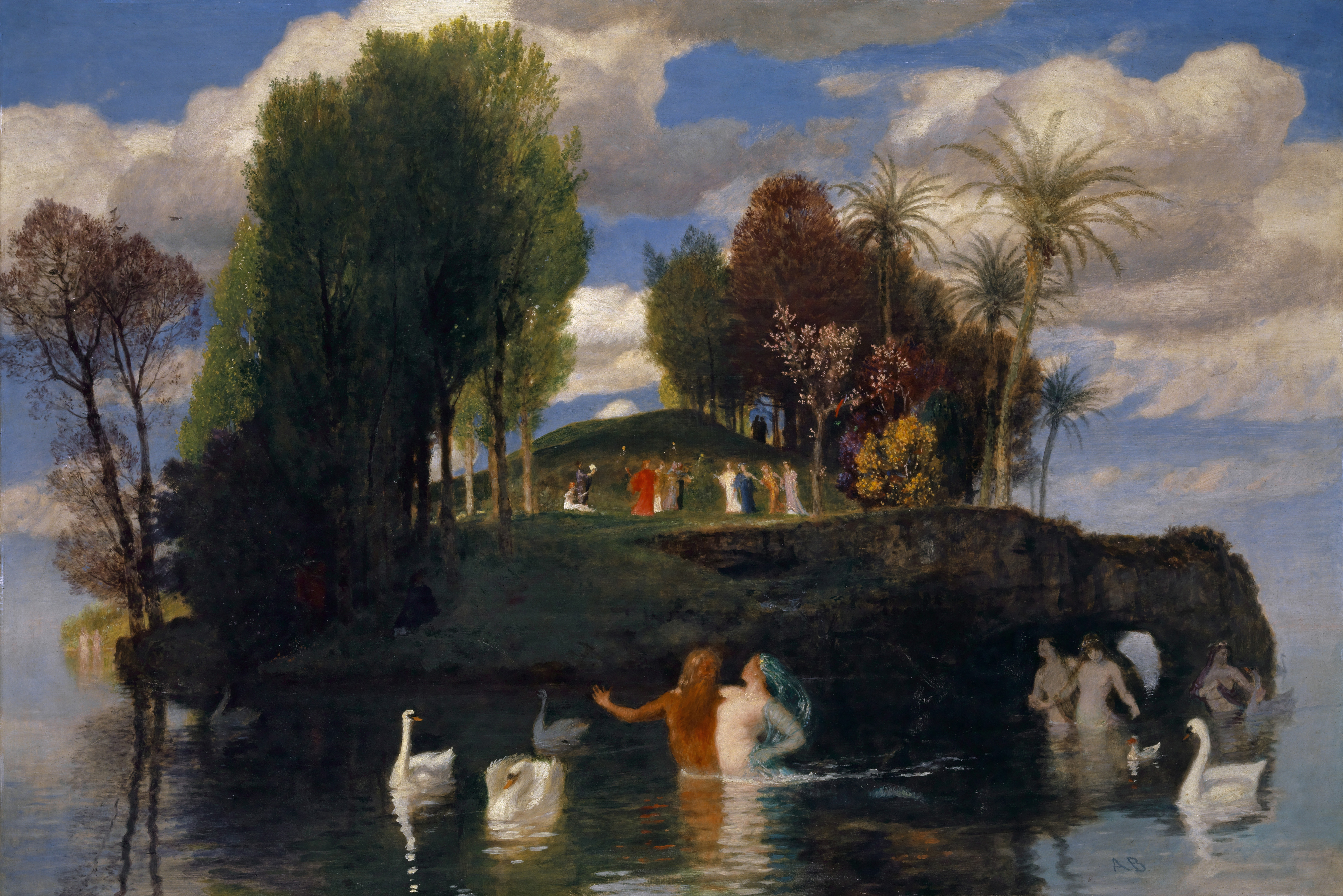
Livets ö (Die Lebensinsel) från 1888. Konstmuseum Basel.

Dödens ö (tyska: Die Toteninsel) är en oljemålning av den schweiziske konstnären Arnold Böcklin. Den är en av symbolismens viktigaste verk och finns i fem versioner som utfördes mellan 1880 och 1886.
Den första versionen målade Böcklin våren 1880 på uppdrag av konstmecenaten Alexander Günther i sin ateljé i Florens. När den amerikanska änkan Marie Berna (1846-1915) besökte Böcklin i Florens och fick syn på den ännu ofullbordade målningen beställde hon en egen mindre version av samma motiv. Hon bad Böcklin lägga till en draperad kista och en vitklädd sörjande kvinna i båten. Den första versionen tillhör idag Kunstmuseum Basel i Schweiz och den andra Metropolitan Museum of Art i New York. Den tredje versionen beställdes 1883 av Fritz Gurlitt, en konsthandlare i Berlin, och den ingår idag i samlingarna på Alte Nationalgalerie i Berlin. Den fjärde förstördes under andra världskriget och den femte versionen målades 1886 för Museum der bildenden Künste i Leipzig där den finns kvar än idag. 
Böcklin målade 1888 även en alternativ version som han benämnde Die Lebensinsel ("Livets ö"), sannolikt tänkt som en motpol till Dödens ö. Den föreställer också en liten ö, men denna gång befolkad av glada personer. Liksom den första versionen av Dödens ö ingår den i samlingarna på Kunstmuseum Basel.
Med sin förtätade, ödesmättade stämning fick målningen Dödens ö starkt inflytande på både bildkonst och litteratur långt in på 1900-talet. Mörkret i den ogenomträngliga cederdungen och den knappt kännbara brisen som snuddar vid trädtopparna förmedlar en spöklik känsla. Båten som tyst driver in mot stranden leder tankarna till Charon, underjordens färjkarl som ror de döda över floden Styx i grekisk mytologi. Bilden spreds som graveringar och fotografier i vida kretsar över Europa. Reproduktioner av bland annat Max Klinger skapade bildens extraordinära berömmelse i slutet av 1800-talet som blivit en symbol för identifiering och en favoritbild av fin de siècle.
Örebro Open Art visad en femton meter lång och nio meter hög skulptur baserat på målningarna. Skulpturen är gjord av konstnären Henrik Jonsson från Kumla.

## Olika versioner
| Illus. | Museum                      | Plats             | Storlek       | År   | Typ              |
| ------ | --------------------------- | ----------------- | ------------- | ---- | ---------------- |
|        | Kunstmuseum Basel           | Basel, Schweiz    | 110,9 x 156,4 | 1880 | Olja på duk      |
|        | Metropolitan Museum of Art  | New York, USA     | 73,7 x 121,9  | 1880 | Olja på pannå    |
|        | Alte Nationalgalerie        | Berlin, Tyskland  | 80 × 150      | 1883 | Olja på pannå    |
|        | Förstörd                    |                   | 81 x 150      | 1884 | Olja på koppar   |
|        | Museum der bildenden Künste | Leipzig, Tyskland | 80 × 150      | 1886 | Tempera på pannå |